# Nina Lussi
Nina Lussi (* 29. März 1994 in Lake Placid) ist eine US-amerikanische Nordische Skisportlerin.

## Werdegang
Lussi begann ihre Karriere in ihrer Heimat Lake Placid mit dem Skispringen und der Nordischen Kombination. Am 8. Oktober 2005 gab sie ihr Debüt im Skisprung-Continental-Cup. Bei den Olympischen Junioren-Spielen 2008 in Ishpeming gewann sie die Goldmedaille im Skispringen und in der Kombination.
Bei den Junioren-Weltmeisterschaften 2009 in Štrbské Pleso erreichte sie im Einzel den 26. Platz. In der Skisprung-Saison 2008/09 gelang Lussi erstmals der Gewinn eines Continental-Cup-Punktes. Am Ende der Saison belegte sie damit den 87. Platz in der Gesamtwertung. Bei der Junioren-Weltmeisterschaft 2010 in Hinterzarten belegte sie im Einzelspringen den 27. Platz. Im Folgejahr wurde sie bei den Junioren-Weltmeisterschaften in Otepää 38. und 2012 in Erzurum belegte sie den 29. Platz.
Seit 2012 nimmt Lussi auch an Weltcup-Springen teil, kam aber über Platz 40 (Hinterzarten, 13. Januar 2013) zunächst nicht hinaus. Bei den Junioren-Weltmeisterschaften 2013 in Liberec wurde sie 30. im Einzel und Achte mit der US-Mannschaft. Bei ihren letzten Junioren-Weltmeisterschaften wurde sie 2014 in Predazzo 23., was zugleich ihr bestes Einzelergebnis bei einer Junioren-WM darstellt.
Am 1. März 2014 gewann sie das Continental-Cup-Springen von der Normalschanze im schwedischen Falun. Diesen Erfolg konnte sie am Folgetag nicht wiederholen und belegte den zweiten Platz. Lussi wurde 2015 US-amerikanische Meisterin von der Großschanze. Bei den US-Meisterschaften auf der Normalschanze erreichte sie den dritten Platz.
Mitte Februar 2017 belegte Lussi bei den beiden Weltcupspringen in Pyeongchang die Plätze 29 und 25 und konnte damit erstmals Weltcuppunkte sammeln. Anschließend verließ sie den Nationalkader und kam erst im Januar 2019 zurück in den Weltcup. Dabei gelang ihr in Râșnov zweimal als 30. erstmals wieder der Gewinn von Weltcup-Punkten. Im selben Jahr wurde sie erstmals für die Nordischen Skiweltmeisterschaften, die in diesem Jahr in Seefeld in Tirol stattfanden, nominiert und wurde sowohl mit der Frauen- als auch mit der Mixed-Mannschaft Zehnte.
Am 12. März 2022 erreichte sie mit Platz zwei in Park City ihr drittes Continental-Cup-Podium.

## Privates
Nina Lussi besuchte das Schigymnasium Stams in Tirol. Ihr Bruder Miles ist ebenfalls aktiver Skispringer.

## Erfolge

### Continental-Cup-Siege im Einzel
| Nr. | Datum        | Ort   | Typ           |
| --- | ------------ | ----- | ------------- |
| 1.  | 1. März 2014 | Falun | Normalschanze |

## Statistik

### Weltcup-Platzierungen
| Saison  | Platz | Punkte |
| ------- | ----- | ------ |
| 2016/17 | 51.   | 008    |
| 2018/19 | 56.   | 002    |

### Grand-Prix-Platzierungen
| Saison | Platz | Punkte |
| ------ | ----- | ------ |
| 2015   | 026.  | 033    |
| 2020   | 023.  | 008    |

### Continental-Cup-Platzierungen
| Saison  | Platz | Punkte |
| ------- | ----- | ------ |
| 2008/09 | 87.   | 001    |
| 2010/11 | 87.   | 001    |
| 2011/12 | 23.   | 074    |
| 2012/13 | 09.   | 105    |
| 2013/14 | 21.   | 052    |
| 2014/15 | 31.   | 052    |
| 2016/17 | 58.   | 007    |
| 2019/20 | 38.   | 085    |